# Contea di Xingchang
La contea di Xinchang (新昌县S, Xīnchāng XiànP) è una contea della Cina, situata nella provincia dello Zhejiang.